# Åkersjön, Västergötland

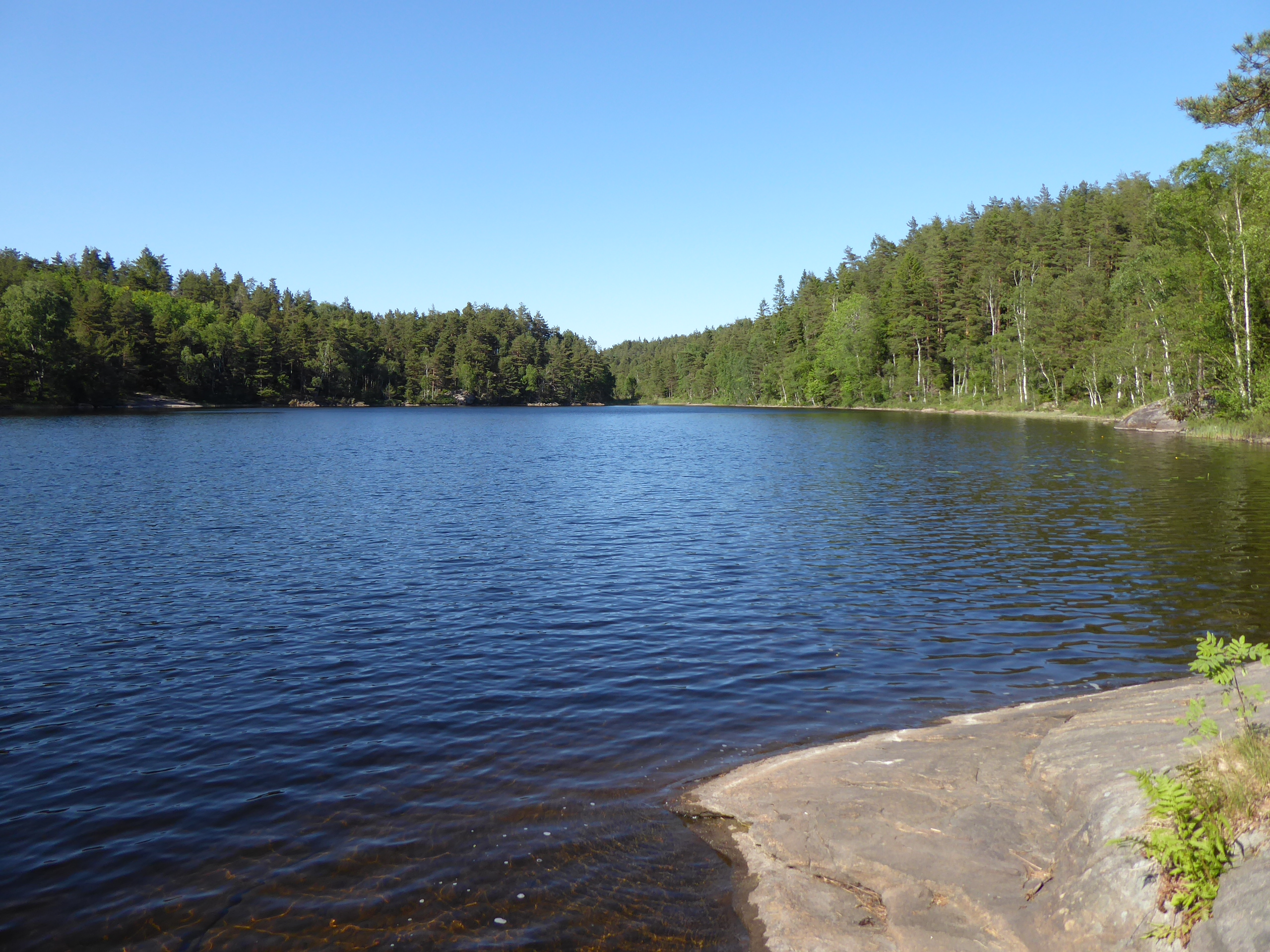
Åkersjön från sydöst i juni 2023

Åkersjön är en sjö i Partille kommun i Västergötland och ingår i Göta älvs huvudavrinningsområde. Sjön är 12,5 meter djup, har en yta på 0,033 kvadratkilometer och befinner sig 99 meter över havet.